# Sledgehammer
„Sledgehammer“ je píseň britského hudebníka Petera Gabriela. Původně vyšla na singlu v dubnu 1986 a o měsíc později jako součást jeho alba So. V její půsodní studiové verze hrají vedle Gabriela (zpěv, klavír, syntezátory) ještě Tony Levin (baskytara), David Rhodes (kytara), Manu Katché (bicí), Daniel Lanois (kytara, rovněž produkce), Wayne Jackson (trubka), Mark Rivera (saxofon), Don Mikkelsen (pozoun) a doprovodní zpěváci P. P. Arnold, Coral Gordon a Dee Lewis. Videoklip k písni byl oceněn cenou MTV Video Music Awards v kategoriích Videoklip roku a Nejlepší mužský videoklip.